# Вільнюський аеропорт (станція)
Вільнюський аеропорт (лит. Oro uostas) — залізнична станція біля Вільнюського міжнародного аеропорту, Литва.

## Інформація
Станцію «Вільнюський аеропорт» відкрито 2 жовтня 2008 року. Розташована за 200 метрів від центрального входу до Вільнюського аеропорту. Автомотриса (рейковий автобус) PESA 620M сполучає  аеропорт та Вільнюський залізничний вокзал. Це найшвидший і найдешевший спосіб дістатися до аеропорту з центру міста і навпаки. Перший рейс вирушає о 05:45 із Центрального вокзалу, прибуває до аеропорту за 7 хвилин, о 05:52 і вирушає назад о 05:57. Рейси виконуються щоденно один або два рази на годину. Останній рейс вирушає з аеропорту о 21:52 та прибуває на Центральний вокзал о 22:00. Вартість проїзду в один бік становить 0,80 €. Аеропорт столиці Литви — єдиний в країнах Балтії, що має пряме залізничне сполучення із центром міста. В нічний час на цьому напрямку курсують кілька автобусів, а також цілодобово працює таксі.

## Галерея

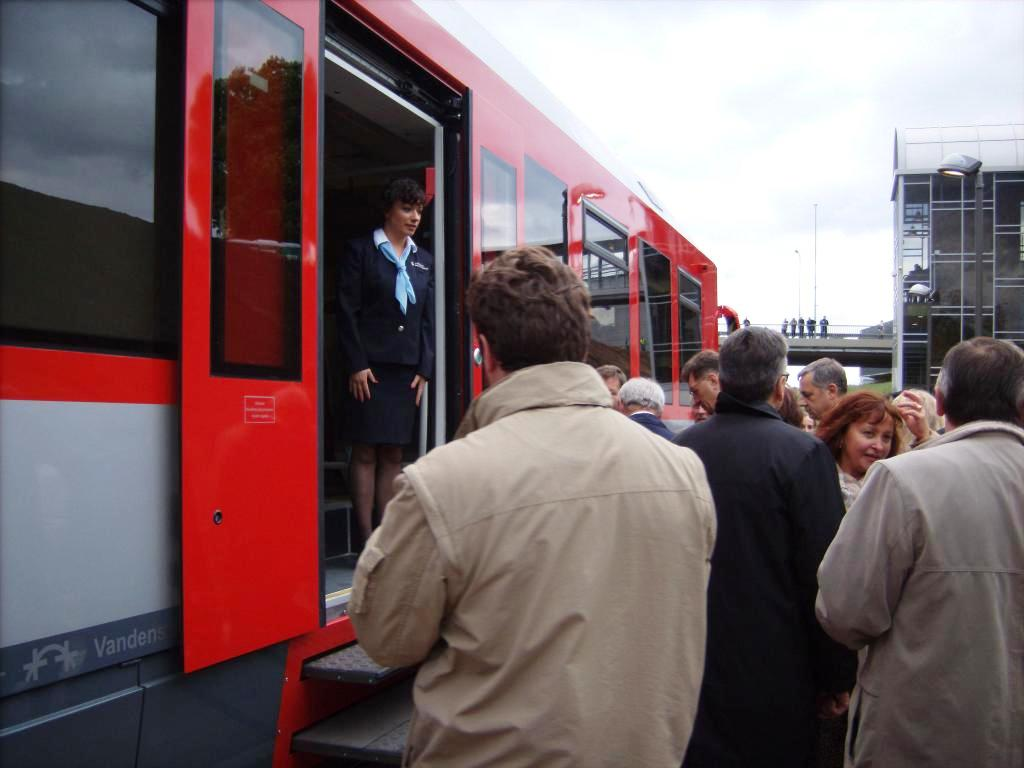
Станція «Oro uostas»